# روبرت ستافورد
روبرت ستافورد (بالإنجليزية: Robert Stafford)‏ هو ضابط ومحامي وسياسي أمريكي، ولد في 8 أغسطس 1913 في الولايات المتحدة، وتوفي بنفس المكان في 23 ديسمبر 2006. حزبياً، نشط في الحزب الجمهوري. وقد انتخب حاكم فيرمونت ‏ (8 يناير 1959 – 5 يناير 1961) وانتخب عضو مجلس النواب الأمريكي وانتخب عضو مجلس الشيوخ الأمريكي عن دائرة فيرمونت (16 سبتمبر 1971 – 3 يناير 1989).